# Clubland (gruppo musicale)
I Clubland erano un gruppo musicale svedese attivo negli anni '90 e formato da Jan Ekholm, Morgan King e Zemya Hamilton.

## Storia
I Clubland sono nati nel 1989 da un'idea del proprietario dell'etichetta discografica BTech nonché produttore Jan Ekholm e dal duo di musica house inglese Quartz. Al progetto si sono uniti il musicista inglese Morgan King come autore di musiche e testi, il rapper inglese Stepz e le cantanti svedesi Zemya Hamilton e Kayo Shekoni. Dal 1991 al suo scioglimento la formazione fissa del complesso era composta da Ekholm, King e Hamilton.
Il gruppo è salito alla ribalta nel 1990 con il singolo di debutto Let's Get Busy (Pump It Up), che ha raggiunto il 32º posto della classifica olandese e l'86º di quella britannica. In Svezia sono invece entrati nella classifica dei singoli in tre occasioni, conseguendo il loro miglior risultato nel 1995 con Cry, che ha raggiunto l'8º posto. Il successo del singolo ha permesso all'album Secrets of Inner Clubland di entrare alla 42ª posizione nella classifica degli LP. I Clubland hanno inoltre avuto notevole successo nel panorama dance statunitense, piazzando Let's Get Busy (Pump It Up), Hold On (Tighter to Love) e Hypnotized in vetta alla Dance Club Songs.

## Discografia

### Album in studio
- 1991 – Themes from Outer Clubland
- 1992 – Clubland Featuring Zemya Hamilton
- 1992 – Adventures Beyond Clubland
- 1995 – Secrets of Inner Clubland

### Raccolte
- 2019 – Remixed for Life (1989-1992)

### Singoli
- 1990 – Let's Get Busy (Pump It Up) (feat. Quartz)
- 1991 – Pump the Sound (Like a Megablast)
- 1991 – Hold On (Tighter to Love)
- 1992 – I'm Under (Love Strain)
- 1992 – Set Me Free
- 1992 – Hypnotized
- 1992 – Come Rain, Come Shine
- 1992 – Hot for You
- 1995 – Cry
- 1995 – Peace of Luv
- 1995 – Gimme Love, Gimme All
- 1995 – Open Your Eyes
- 1995 – Feel the Luv